# Castello di Krnov
Il castello di Krnov (in ceco Zámek Krnov) si trova nell'omonimo, comune del Distretto di Bruntál nella Regione di Moravia-Slesia, Repubblica Ceca. Il complesso, che risale al XVI secolo, viene considerato monumento culturale nazionale. 

## Storia

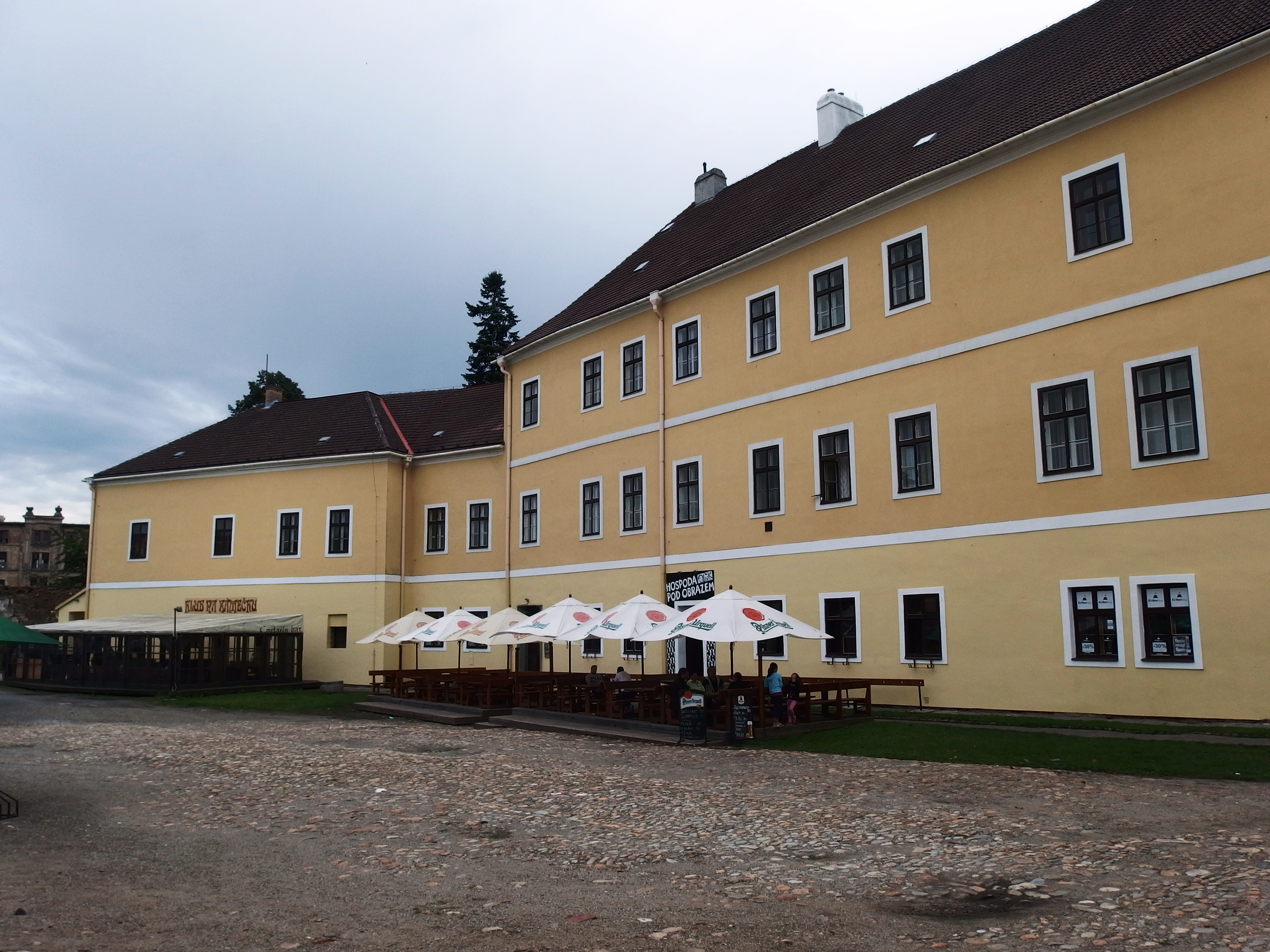
Ala maggiore della struttura

Il castello originale che si trovava a Krnov era in gran parte fatto di legno ed apparteneva ai Přemyslidi. Tra il 1531 e il 1535 Giorgio di Brandeburgo-Ansbach lo fece demolire e al suo posto fu costruito un edificio in pietra affidandone la costruzione ad Hanuš Ennych di Ennych. Alla edificazione contribuirono finanziariamente anche i ricchi abitanti di Krnov e poi il castello fu gradualmente ampliato per includere edifici commerciali e amministrativi. Durante la guerra dei trent'anni venne saccheggiato sia dalle truppe svedesi sia da quelle danesi. La famiglia Hohenzollern vi abitò fino al 1622 quando, a causa della confisca, passò ai Liechtenstein. Nel 1779 il castello bruciò e da quel momento non venne mai più restaurato per recuperare le antiche funzioni. Venne seriamente restaurato dopo la seconda guerra mondiale e poi perse completamente anche le funzioni pubbliche sino a diventare proprietà privata e divenire sede per eventi o affittato al bisogno. Non è visitabile.

## Descrizione
La struttura si trova a  Krnov, comune della Regione di Moravia-Slesia in Repubblica Ceca. Si tratta di un grande edificio composto da più corpi di fabbrica che circondano un cortile di forma irregolare. Sul lato ovest si trova un'ala a due piani a pianta rettangolare con tetto a padiglione e facciate semplici e lisce interrotte da file di finestre rettangolari. All'esterno si notano diversi contrafforti in pietra irregolarmente distanziati. È collegato verso nord da un'ala a un piano corto con tetto a padiglione. La parte settentrionale del cortile chiude l'ala d'ingresso con un passaggio coperto da volta a botte con portoni semicircolari. La facciata del cortile al piano terra è decorata con piccoli graffiti. Al primo piano si trova un corridoio porticato decorato verso il cortile con graffiti figurati e vegetali e decorazioni a rilievo. Il corridoio porticato è unito nell'angolo nord-est da un bastione circolare, che presenta sul pavimento una grande nicchia semicircolare e l'ingresso a questa nicchia è provvisto di un muro in pietra. A nord si trova un bastione circolare di minori dimensioni. Il cortile ha i lati sud-ovest e sud-est chiusi da un muro rivestito in coppi, a sud-est spezzato dall'ingresso del cortile, a sud con annesso fabbricato al piano terra con controtetto. Le facciate di tutti gli edifici sono lisce, divise solo da cornicioni a cordone, con finestre rettangolari, tetti ricoperti di coppi. L'ala principale ha una disposizione a due campate, le restanti parti sono a campata unica. Gli interni al piano terra per lo più voltati a crociera.

### Monumento culturale della Repubblica Ceca
La tutela dei monumenti della Repubblica Ceca considera il complesso del castello di Krnov un monumento culturale nazionale tutelato col numero.